# Astyanax kullanderi
Astyanax kullanderi, popularmente conhecido como piaba, é uma espécie de peixe caracídeo, pertencente ao gênero Astyanax. É endêmica ao Brasil, ocorrendo no estado de Mato Grosso.
O nome Astyanax kullanderi é uma homenagem a Sven O. Kullander, um ictiólogo sueco que contribuiu muito para o estudo da ictiofauna neotropical.

## Características

### Habitat:

###### ● vive em água doce: em rios e córregos de água corrente.
• A preservação de seu habitat é crucial para sua sobrevivência a longo prazo. No entanto não é uma espécie ameaçada de extinção. 
• Tem importância ecológica por fazer parte da cadeia alimentar de seu ecossistema, como a maioria dos peixes do gênero Astyanax.

### Cor:
● apresenta coloração prateada, com nuances e detalhes que podem variar.

### Tamanho:
● geralmente tem menos de 10 centímetros de comprimento.